# 크레이지 메리 돕슨
크레이지 메리 돕슨(Crazy Mary Dobson, 1992년 9월 10일 ~ )은 본명은 사라 브릿지스(Sarah Bridges)라고 한다. 2017년 6월 7일 ~ 2020년 4월 15일까지 WWE NXT/WWE 이름은 여전히 사라 로건(Sarah Logan)이라고 하다가 2020년 4월 15일 WWE의 방출 당하는 모습이다. 그리고 2022년 11월 11일은 WWE 이름이 발할라(Valhalla)라는 복귀를 하는데... 안타깝게도 2024년 4월 26일 WWE 떠나고 만다. 가장 나이가 어린 미국의 여자 프로레슬링선수다. 키는 167cm(5 ft 6 in)에다가 몸무게는 73kg(160 lb)이다. 피니쉬는 카이주 킬러(다이빙 스플릿-레그드 문설트)라고하는데 이것은 랍 밴 댐하고 비슷한 피니쉬다. 게다가 켄터키 니(리버스 헨드스텐드 트랜지션 인투 니 드롭), 런닝 빅 붓, 팝 업 헤드벗, 스윙 사이드 슬램으로 사용을 한다. 이 2011년 프로레슬링 입문으로 밝혀진다. 미국 켄터키 주 루이빌이라는 태어났다고 한다.

## Professional wrestling highlights
- Finishing moves
  - Kaiju Killer (Diving split-legged moonsault)
  - Kentucky Knee (Reverse handstand transitioned into a knee drop onto a kneeling opponent) - 2018-2020
  - Pop up headbutt - 2022-present
  - Running big boot - 2018-2020
  - Swinging side slam - 2022-present
- Signature moves
  - Body slam
  - Diving moonsault
  - Final Cut (Swinging vertical suplex)
  - Fisherman suplex
  - German suplex
  - Lariat
  - Shotgun Knee (Flapjack followed by Knee lift to the back of the opponent's head)
  - Sitout STO
- Wrestlers managed
  - Mad Man Pondo
- Tag teams and stables
  - Riott Squad
- Entrance themes
  - "Living Dead Girl" by Rob Zombie (Shimmer/Shine; 2013-2016)
  - "Backwoods Man" by CFO$ (WWE NXT; 2017)
  - "We Riot" by CFO$ (WWE; 2017-2019; ; used as a member of Riott Squad)
  - "Blood Wolf" by CFO$ (WWE; 2019-2020)
  - "Vicious" by Def Rebel (WWE; 2022-2024; used as a member of The Viking Raiders)
  - "Mystique" by Def Rebel (WWE; 2024-present)

## 수상
- APWA 월드 레이디스웨이트 챔피언 (1회)
- JCW 월드 태그팀웨이트 챔피언 (1회) - 매드 맨 폰도
- 랭크드 넘버 33 오브 더 탑 100 피멜 레슬링 인 더 PWI 피멜 100 인 2018
- RPW 월드 위민스웨이트 챔피언 (1회)
- 사무엘 제이 톰슨 메모리얼 월드 위민스웨이트 토너먼트 (2015)
- WCPW 월드 미들웨이트 챔피언 (1회)